# Хуанпин
Хуанпи́н (кит. упр. 黄平, пиньинь Huángpíng) — уезд Цяньдуннань-Мяо-Дунского автономного округа провинции Гуйчжоу (КНР).

## История
Во времена империи Мин в 1601 году была создана Хуанпинская область (黄平州). После Синьхайской революции в Китае была проведена реформа структуры административного деления, в ходе которой области были упразднены, и поэтому в 1914 году Хуанпинская область была преобразована в уезд Хуанпин.
После вхождения этих мест в состав КНР в 1950 году был создан Специальный район Чжэньюань (镇远专区), и уезд вошёл в его состав. В 1956 году Специальный район Чжэньюань был расформирован, и был образован Цяньдуннань-Мяо-Дунский автономный округ; уезд вошёл в состав нового автономного округа. В 1958 году в его состав была включена часть земель расформированного уезда Шибин, но в 1962 году уезд Шибин был воссоздан.

## Административное деление
Уезд делится на 8 посёлков и 3 волости.